# U-Tapao flygplats
U-Tapao flygplats eller U-Tapao–Rayong–Pattaya International Airport (thai: ท่าอากาศยานนานาชาติอู่ตะเภา ระยอง–พัทยา) (IATA: UTP, ICAO: VTBU) är en internationell flygplats och militär flygplats Ban Chang, Rayong i Thailand. Flygplatsen är belägen mellan Rayong City och Pattaya City.

## Bakgrund
U-Tapao byggdes av USA som bas för dess bombplan Boeing B-52 Stratofortress under Vietnamkriget. Byggandet började den 15 oktober 1965 och slutfördes den 2 juni 1966.
U-Tapao blev huvudbas för amerikanska flygvapnet för bombflyg, vilka av de lokala thailändarna kallades för "Bee-hasip-sawng" (B-52). Vid sidan om U-Tapao fanns amerikanska flygvapnet i Korat, Udon, Ubon, Nakhon Phanom, Takhli. U-Tapao utgjorde ett stopp på Bob Hopes årliga julturné för de amerikanska soldaterna. Den 13 juni 1976 överlämnade USA formellt flygbasen till thailändska staten. U-Tapao kom även bli en del av, Babylift operation, den evakuering som gjordes från Sydvietnam i samband med Saigons fall.
I november 2008 stängdes flygplatserna Suvarnabhumi och Don Mueang på grund av att de hade ockuperats av demonstranter, vilka demonstrerade mot regeringen. Mycket av den internationella flygtrafiken flyttade därmed över till U-Tapao, som temporärt blev Thailands viktigaste internationella flygplats. Flertal flygbolag arrangerade flygningar från U-Tapao, med passagerare som blivit strandsatta på Suvarnabhumi. Runt 100.000 passagerare var strandsatta i Thailand fram till december 2008. Dock så var terminalerna vid U-Tapao inte anpassade för den trafikmängd som flygplatsen tvingades hantera.
Som ett led i att utöka kapaciteten vid de två internationella flygplatserna i Bangkok, byggdes en till terminal vid U-Tapao, vilket medförde att kapaciteten utökades från 800.000 till tre miljoner passagerare årligen. Terminal 2 öppnades delvis i november 2018, för att öppnas officiellt i februari 2019.

## Militär användning
Från 1981 och senare, kom U-Tapao vara värd för delar av Cobra Gold. Cobra Gold var årlig återkommande militärövning, som genom åren inkluderat ett flertal länder från Sydostasien, men även observatörer från Europa. Den militära delen av flygplatsen drivs och opereras av Thailands flotta.

## Galleri

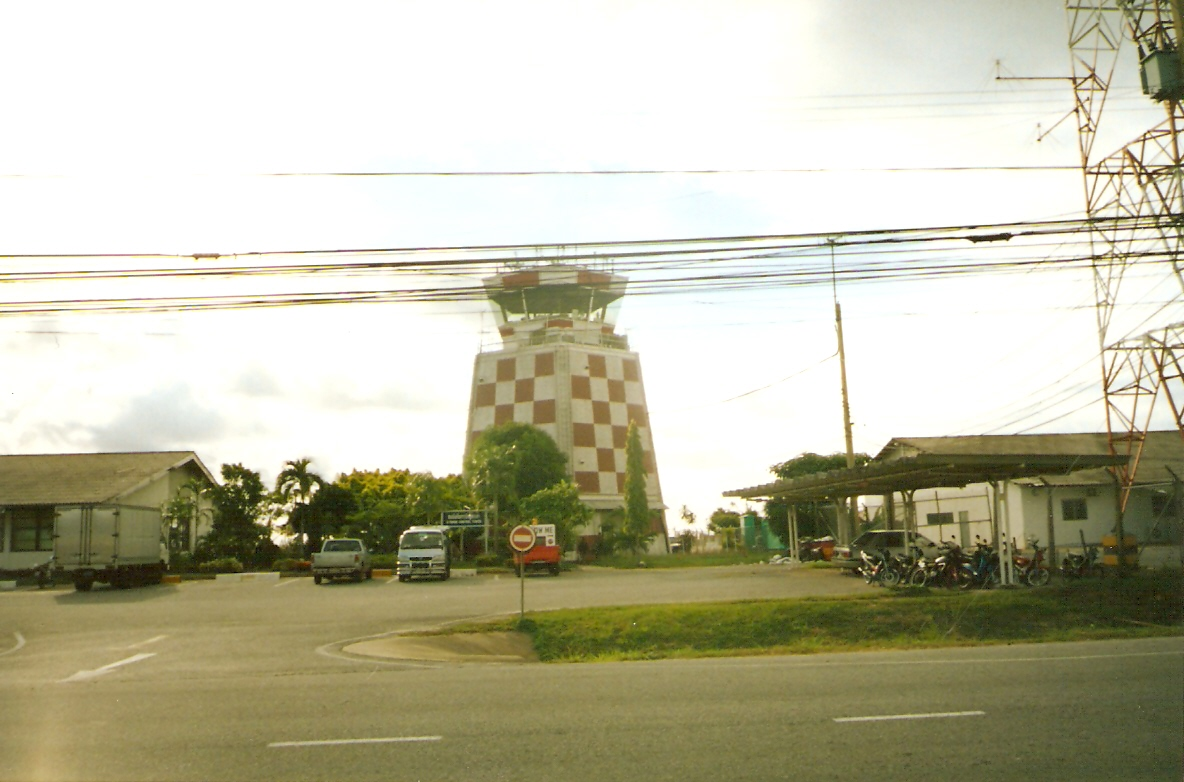
Trafikledartornet vid flygplatsen.
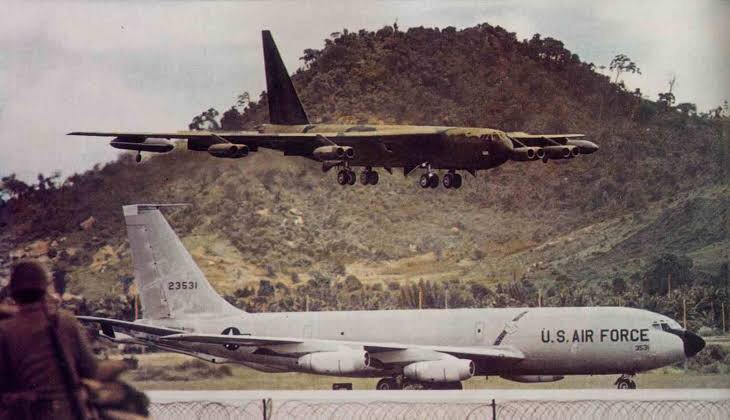
KC-135 och B-52 vid U-Tapao, januari 1970.
Vietnamesiska flyktingar vid U-Tapao